# Foresta di Monte Olia
La foresta di Monte Olia è un complesso forestale appartenente al demanio della regione Sardegna. Si estende nei comuni di Monti e Berchidda, nella parte nord orientale dell'Isola, su una superficie di 2 236 ettari, tra quota 365 e il rilievo più elevato di monte Olia, a 811 metri s.l.m. Costituita in possesso demaniale statale negli anni fra il 1910 ed il 1916, divenne in seguito patrimonio della regione Sardegna.
È raggiungibile attraverso la strada statale 389 nel tratto che da Monti conduce ad Alà dei Sardi.